# Gilbert Duprez
Pour les articles homonymes, voir Duprez.
Gilbert-Louis Duprez, né le 6 décembre 1806 à Paris 6e et mort le 23 septembre 1896 à Paris 16e, est un ténor, dramaturge et théoricien de la musique française.
Il est célèbre pour avoir été le premier chanteur à émettre en scène un contre-ut (do4) en voix de poitrine, lors de la première reprise italienne de Guillaume Tell de Gioachino Rossini, à Lucques, en 1831. Cette technique « forcée » aurait usé prématurément sa voix, ce qui expliquerait la retraite du ténor à seulement 43 ans.

## Biographie
Les débuts de Duprez ont été difficiles. Il a d’abord eu à vaincre les résistances paternelles, puis une malchance opiniâtre a entravé ses premières études et ses débuts, mais il est parvenu à force de volonté et de travail. Après des études à l'Institution royale de musique classique et religieuse dirigée par Alexandre-Étienne Choron, qui lui a facilité ses débuts en Italie, ou il ne réussit, d'ailleurs, que médiocrement. Revenu en France, il fait ses débuts au théâtre de l'Odéon dans Le Barbier de Séville de Rossini en 1825, avant de passer à l’Opéra-Comique, où sa prestation dans La Dame blanche de Boieldieu ne convainc guère.

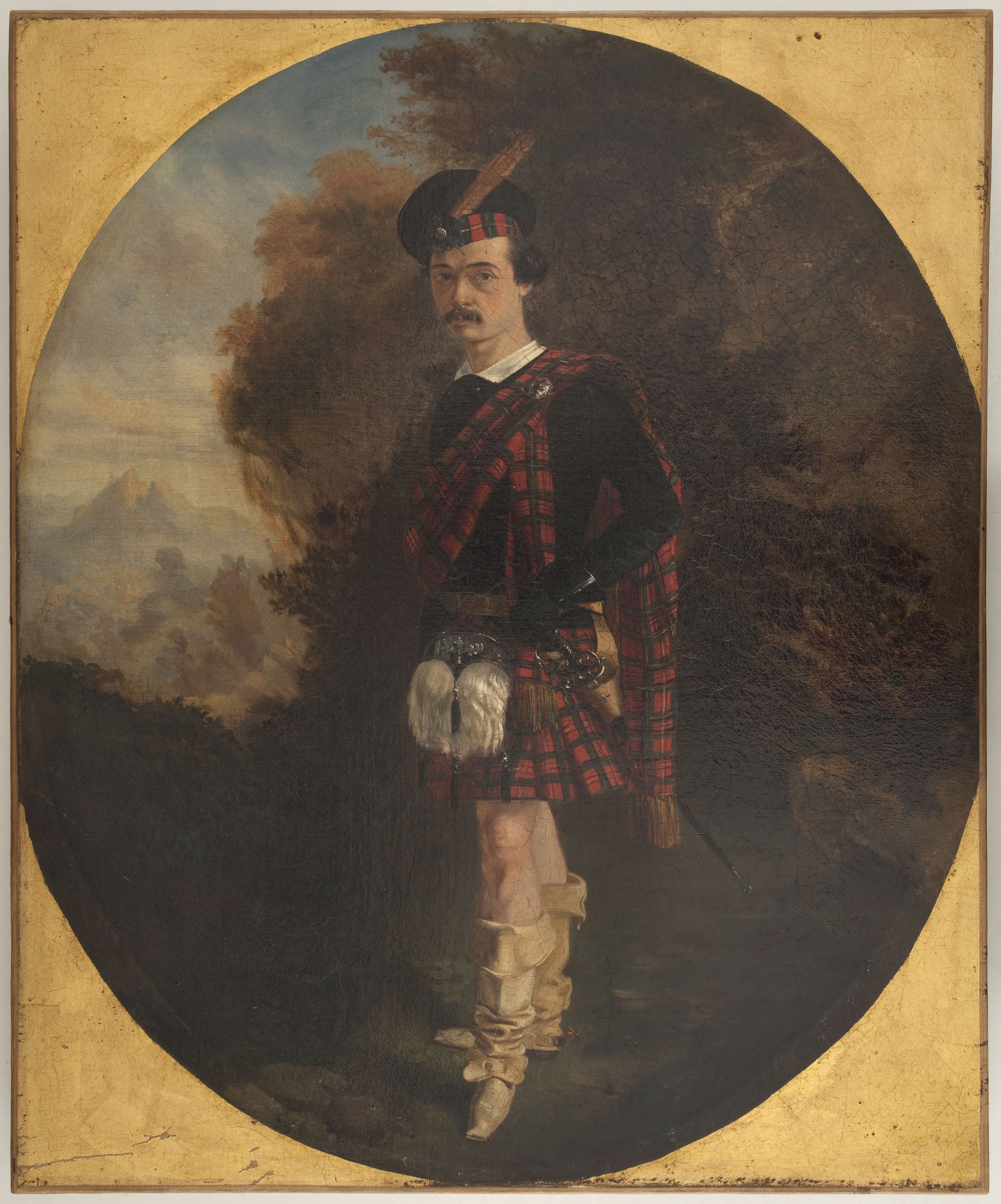
Portrait de Gilbert Duprez dans le rôle d'Edgardo dans Lucia di Lammermoor. Anonyme, École française (1840), musée Carnavalet, Paris.

Retourné perfectionner sa technique en Italie, il accède alors à la notoriété, à Rome, à Florence et à Naples, notamment dans des reprises d'Otello, Le Barbier et Guillaume Tell de Rossini, Inès de Castro, avec la Malibran, ainsi que plusieurs opéras de Gaetano Donizetti, dont Parisina (1833), Rosmonda d'Inghilterra (1834), Dom Sébastien, roi de Portugal (1843) et surtout Lucia di Lammermoor au teatro San Carlo de Naples en 1835, etc. Duprez, dur en négociations, insiste pour que sa femme, Alexandrine Duperron soit recrutée en même temps que lui dans les opéras où il travaille.
Précédé d'une réputation flatteuse, il rentre en France en 1837 et est engagé à l'Opéra de Paris comme premier ténor, emploi tenu par Adolphe Nourrit qui préfère démissionner. Le 17 avril 1837, Duprez débute dans Guillaume Tell de Rossini, où il lance pour la première fois en France le contre-ut de poitrine qui l'a rendu célèbre en Italie. Ses exploits vocaux dans La Muette de Portici de D.-F.-E. Auber, Les Huguenots et Robert le Diable de Giacomo Meyerbeer suscitent l'enthousiasme du public parisien, avide de nouveauté et participent de la dépression qui conduit son rival Adolphe Nourrit à se suicider en 1839. Duprez chante lors de la messe de funérailles à Paris dans le Requiem de Cherubini.
Au cours des dix années qui suivent, il crée entre autres les rôles principaux de Benvenuto Cellini d'Hector Berlioz, Le Lac des fées d'Auber (1839), Guido et Ginevra (1838), La Reine de Chypre (1841) et Charles VI (1843) de Jacques Fromental Halévy, La Favorite, Les Martyrs  (1840), Jérusalem de Giuseppe Verdi. Il chante énormément, au point de présenter des signes de fatigue vocale et d'assombrir sa voix. Il chante même quelques rôles de barytons. 

Caricature de Duprez (à gauche) dans Charles VI d’Halévy (Galerie Caricaturale de la Mode du 25 février 1846).

Comme dramaturge, il a fait représenter en public quatre opéras : La Cabane du pêcheur en 1826 à Versailles ; La Lettre au bon Dieu, opéra comique en deux actes en 1853 à l'Opéra-Comique ; Samson, 1857 ; Juanità, opéra en trois actes en 1862 au Théâtre-Lyrique ; Jeanne d'Arc, opéra en cinq actes en 1865 au Théâtre-Parisien. Ces œuvres n’ont obtenu aucun succès. Il a aussi adapté la Traviata et quelques autres ouvrages italiens.
En 1849, la détérioration de sa voix l'incite à se retirer de la scène. Il quitte l'année suivante le Conservatoire de Paris, où il avait été nommé professeur en 1842, pour fonder sa propre école de chant dotée d'une salle de concerts de 300 places, rue Turgot, puis au 40 rue Condorcet, où il forme de nombreux élèves parmi lesquels sa fille Caroline Duprez, Marie Battu, Marie Marimon et Caroline Miolan-Carvalho, qui feront carrière comme cantatrices.
Il a rédigé un ouvrage théorique, L'Art du chant, 1845) en 1846, et deux recueils de mémoires : Souvenirs d'un chanteur en 1880 et Récréations de mon grand âge en 1888.

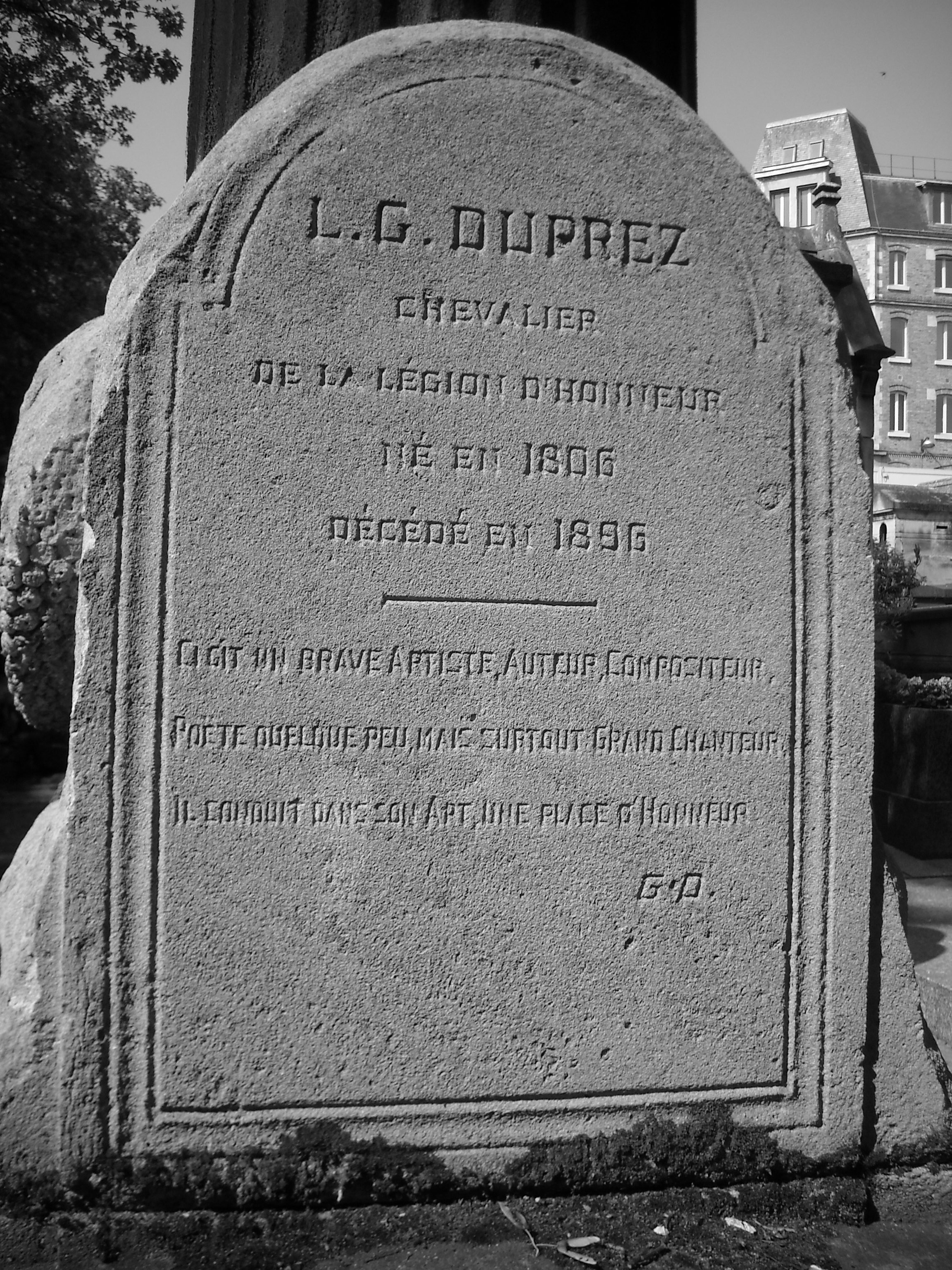
Épitaphe sur la tombe

Maire de Valmondois de 1853 à 1870 et chevalier de la Légion d'honneur, il meurt en 1896, à près de 90 ans, en son domicile parisien, 119, rue de la Tour, dans le quartier de Passy. Il est inhumé le 25 septembre 1896 au cimetière de Montmartre 12e division,. Sur la stèle, on peut lire cette épitaphe :
« Ci-gît un brave artiste, auteur, compositeur

poète quelque peu, mais surtout grand chanteur

Il conduit dans son art une place d'honneur. »

## Famille
Fils de Nicolas-Marie Duprez et de Julie Person, Gilbert Duprez a deux frères :
- Édouard, (1804-1879), acteur et librettiste ;
- Bernard-Bonaventure (1808-1888), musicien, dont la fille Pauline-Maria Lacombe-Duprez (1842-1898) deviendra cantatrice.

Gilbert Duprez épouse le 27 février 1827 à Paris la cantatrice Alexandrine Duperron (Nantes, 29 mai 1806 - Bruxelles, 29 février 1872). De cette union sont nés :
- Caroline-Alexandrine-Léopoldine-Marie (1832-1875) ; soprano, elle épousera Amédée-Ernest-Léopold Van den Heuvel, premier violon de l'Opéra le 12 septembre 1856 à Paris.
- Gilbert-Denis-Léon (1838-1928) ; chanteur et professeur de chant au Conservatoire, il dirigera l’École spéciale de chant créée par son père. Il épousera Jeanne-Marie-Marguerite Tinel le 20 mai 1862 à Paris 2e. Il est le grand-père de Christiane Vaussard, étoile du Ballet de l'Opéra de Paris[8].

Morte à 66 ans, Alexandrine Duperron est enterrée au cimetière de Montmartre dans la même sépulture que son mari.
Elle passa sur cette terre

Elle aujourd'hui qui n'est plus rien

Elle y passa mais pour faire

Le bien, le bien, toujours le bien
L'auteur-compositeur, arrangeur, producteur, chanteur et chef d'orchestre français contemporain Olivier Toussaint est son arrière-petit-fils.